# 夸夸河
夸夸河，又称吉兆河（Rio dos Bons Sinais）、克利马内河（Rio de Quelimane）、巴拉布安达河（Cachão Barabuainda）:15，莫桑比克赞比西亚省河流。

## 名称
“夸夸河”的名字来着于当地语言。“吉兆河”的名字源自绕行非洲最南端寻找前往印度航线的葡萄牙航海家瓦斯科·达·伽马。1498年1月，达·伽马成为第一名在该河入海口附近登陆的欧洲人，他在该地首次找到知悉如何去印度的向导，因而将其视为实现航行目的的好兆头，将该河命名为“吉兆河”。“克利马内河”则是以河口附近的城市克利马内来命名的，该市位于夸夸河入海口上游25公里处。
也有资料将卢阿拉河汇入后的河道称为“吉兆河”，将上流的夸夸河视为吉兆河的一条支流。

## 历史
吉兆河河口曾经与赞比西河相连，之间曾有一条通航水道，但1830年代时淤塞了。夸夸河曾主要经由赞比西河入海，但随着赞比西河上游的卡里巴大坝和卡霍拉巴萨大坝分别于1955年和1974年相继建成，夸夸河等多条支流与赞比西干流间均被淤塞，从而使得夸夸河改由吉兆河河口入海，成为独立于赞比西河的河流，其径流依赖于流域的直接降雨。
夸夸河的入海口在赞比西河入海口北侧100公里处，雨季时赞比西河的溢流水会流入该河。也有资料仍将夸夸河描述为赞比西河的支流。

## 主要支流
夸夸河的主要支流卢阿拉河和利夸雷河均分布在左岸，右岸与赞比西河之间分布有很多较小的溪流。

## 河口
该河河口位于莫桑比克中部，是西印度洋潮差最高的河口，是一条深度仅约10米，长度却有28千米的长冲积河口，仅在雨季为淡水。该河河口毗邻赞比西河三角洲北部水浅且多产的索法拉浅滩（Sofala Bank）。潮汐为半日潮，大潮时潮差约4米，被归类为中强潮河口。该河口具有泥质地层和较大沉积物流动性，河口岛屿和河滩均不稳定。邻近港口及周边地区的航道深度为2—20米，每隔几年疏浚一次。河口蜿蜒曲折，有四个纵向延伸的大岛屿。在入海口处河道变宽，经过一个拐点后开始为分布在潮间带泥滩与红树林间的扇形支流。

## 备注
1. ↑  也记作“Rio Cuácua”[2]:96、“Kua-Kua”[3]、“Qua Qua”[1]或“Quaqua”[4]等